# Ladislav Brožek (tramp)
Ladislav Brožek (známý též jako Billy Broches; 5. června 1904 Slavkov – 11. ledna 1943 Věznice Plötzensee) byl český skaut, tramp, muzikant a odbojář z období druhé světové války popravený nacisty.

## Život
Ladislav Brožek se narodil 5. června 1904 ve Slavkově. Mezi lety 1919 a 1924 byl členem pražského oddílu skautů. Po jeho zániku pokračoval společně s dalšími s výpravami do přírody, nejprve k Sázavě, později do Hřebenů. Byl vedoucím trampské skupiny Dickey Club, společně s Vladimírem Fořtem a Karlem Lavantem do roku 1931 členem vokální skupiny Diskey Club Trio. Věnoval se též boxu, hrál ragbyovou ligu. Zaměstnán byl jako vedoucí obchodu firmy Wellemin v Praze. V roce 1928 se oženil s Annou Pavlou Pencovou, v trampském prostředí známou jako Saxona, která po svatbě začala užívat jméno Pavla Brochesová. V roce 1932 se manželům narodil syn Jiří. Po německé okupaci v březnu 1939 vstoupil do protinacistického odboje. Za účast na přípravě protiněmeckých akcí a šíření letáků byl v květnu 1940 zatčen gestapem, vyslýchán a vězněn na Pankráci, Drážďanech, Wuppertalu a berlínské věznici Plötzensee. Poté co byl v srpnu 1942 odsouzen k trestu smrti byl v téže věznici 11. ledna 1943 popraven oběšením.

## Posmrtná ocenění
- Pomníček věnovaný Billymu Brochesovi byl zřízen trampy v brdských lesích
- V trampském kempu Zlaté dno byla pořádána vzpomínková setkání